# Vesele, Djankoi
Vesele (în ucraineană Веселе) este un sat în comuna Iarke Pole din raionul Djankoi, Republica Autonomă Crimeea, Ucraina.

## Demografie
Componența lingvistică a localității Vesele
     Rusă (53,6%)
     Tătară crimeeană (32,01%)
     Ucraineană (13,31%)
Conform recensământului din 2001, majoritatea populației localității Vesele era vorbitoare de rusă (53,6%), existând în minoritate și vorbitori de tătară crimeeană (32,01%) și ucraineană (13,31%).